# Парра, Эктор
Эктор Парра (кат. Hèctor Parra i Esteve, 17 апреля 1976, Барселона) – испанский (каталонский) композитор.

## Биография
С отличием закончил Барселонскую консерваторию. Занимался в IRCAM (2002-2003) и Лионской консерватории (2004-2005), университете Париж-VIII. Среди его педагогов были Брайан Фернихоу, Джонатан Харви, в Женеве – Микаэль Жаррель.

## Избранные сочинения
- Strette для сопрано, видео и электроники на стихи Пауля Целана (2000-2003)
- Antigone для ансамбля (2002)
- Камерная симфония Quasikristall (2005)
- Ciel Rouillé для квартета, видео и сценографии (2005)
- Karst – Chroma II для расширенного оркестра (2006)
- Hypermusic Prologue, камерная опера  для 2 певцов, 8 инструментов и  электроники по либретто американского физика-теоретика Лизы Рэндалл (2008-2009, исполнена в 2008 Ensemble Recherche, в исполнении Ensemble Intercontemporain записана в 2010 австрийской фирмой Kairos)
- Камерная симфония №3 Sirrt die Sekunde на стихи Пауля Целана (2009)
- Fragments on Fragility, струнный квартет №2 (2009)
- Love to Recherche для ансамбля (2010)

## Исполнители
Ensemble Intercontemporain, Ensemble Recherche, Ардитти-квартет, Orchestre national d'Île de France,  Holland Symfonia,  Klangforum Wien, Берлинский камерный ансамбль новой музыки и др.

## Педагогическая деятельность
Преподает в консерватории Сарагосы, приглашенный преподаватель в консерватории Барселонского оперного театра El Liceu, приглашенный композитор-исследователь в IRCAM.

## Признание
Поощрительная композиторская премия Эрнста фон Сименса (2011) и другие премии.